# Didelphis
Didelphis es un género de marsupiales didelfimorfos de la familia Didelphidae que incluye seis especies, conocidas vulgarmente como zarigüeyas mayores o zarigüeyas comunes, entre las que se encuentran dos de las especies de marsupiales americanos más conocidas y extendidas por el continente: la zarigüeya común o sudamericana (Didelphis marsupialis), que es la especie tipo, y la zarigüeya de Virginia o norteamericana (Didelphis virginiana).

## Etimología
Didelphis significa "útero doble" del griego di: dividido, y delphys: matriz, útero.

## Hábitat
A pesar de su tremenda capacidad de adaptación a prácticamente cualquier bioma, estos animales prefieren los ambientes húmedos de la jungla y el bosque templado, si bien son capaces de sobrevivir en numerosos ecosistemas incluyendo espacios relativamente áridos o considerablemente fríos.
Entre las especies de este género se halla el único marsupial que aún puebla el subcontinente norteamericano. Se trata de la zarigüeya de Virginia (Didelphis virginiana), cuyas poblaciones se extienden por numerosos hábitats desde la mitad sur de Estados Unidos hasta Costa Rica. El resto de las especies del género se distribuyen únicamente por la región neotropical.

## Faneróptica y anatomía
|                         | Masa (kg) | Longitud (cm) | Longitud (cm) |
| Cuerpo                  | Masa (kg) | Cola          |               |
| ----------------------- | --------- | ------------- | ------------- |
| Didelphis albiventris M | 0'8       | 28            | 32            |
| Didelphis albiventris H | 0'5       | 25            | 30            |
| Didelphis marsupialis   | 0'6-2'4   | 35            | 38            |
| Didelphis virginiana    | 0'6-6'4   | 77            | 32            |

Son animales de mediano tamaño con marcado dimorfismo sexual; los machos pueden llegar a pesar el doble que las hembras.
El cuerpo está cubierto por una capa de pelo largo áspero y desgreñado de color variable (negro, gris, rojizo o más raramente blanco) bajo la cual existe otra de pelo blanco más corto y denso, característica ésta común al género y diferenciadora de otros didélfidos en los que no existe o es muy escasa. Como en la mayor parte de los cuadrúpedos, las regiones ventrales son de tonos más claros, blancos o cremosos.
La cabeza es relativamente grande, con el hocico acuminado provisto de largas fimbrias (vibrisas) extremadamente sensibles al tacto. La cara es pálida, nunca blanca y está surcada por una línea media negruzca sobre la frente. Otras dos bandas de tono similar cruzan los ojos, negros y redondos, que reflejan tonos rojizos cuando les da la luz directamente. Las orejas desnudas, estrechas y completamente negras en los adultos.
Las extremidades son negras y los dedos de manos y pies presentan las características generales de la familia. La cola, con capacidad prensil es larga, de mayor longitud que el cuerpo. La base está cubierta de pelo, aunque va desnudándose hacia el extremo a la vez que se cubre de escamas. Igualmente va aclarándose desde negra en la base a blanca o casi blanca en el ápice. 
Los ejemplares que habitan las regiones más frías, pueden perder las orejas y el extremo distal de la cola debido a necrosis criogénica.
Las hembras poseen un marsupio bien desarrollado, en cuyo interior se disponen un número variable de pezones (hasta trece) formando un círculo, además de otro pezón en el centro del mismo.

## Dieta
Todas las especies son omnívoras, aprovechando prácticamente cualquier tipo de material comestible que encuentran en su constante deambular nocturno.
Alimentos tan dispares como frutos, granos, insectos y otros artrópodos, pequeños vertebrados o carroña son parte habitual de su dieta.
En las regiones más septentrionales del área de distribución de D. virginiana, se describe un acúmulo graso en la base de la cola que les servirá para permanecer en el interior del nido durante los días más fríos del invierno, aunque en ningún caso llegan a hibernar.

## Reproducción

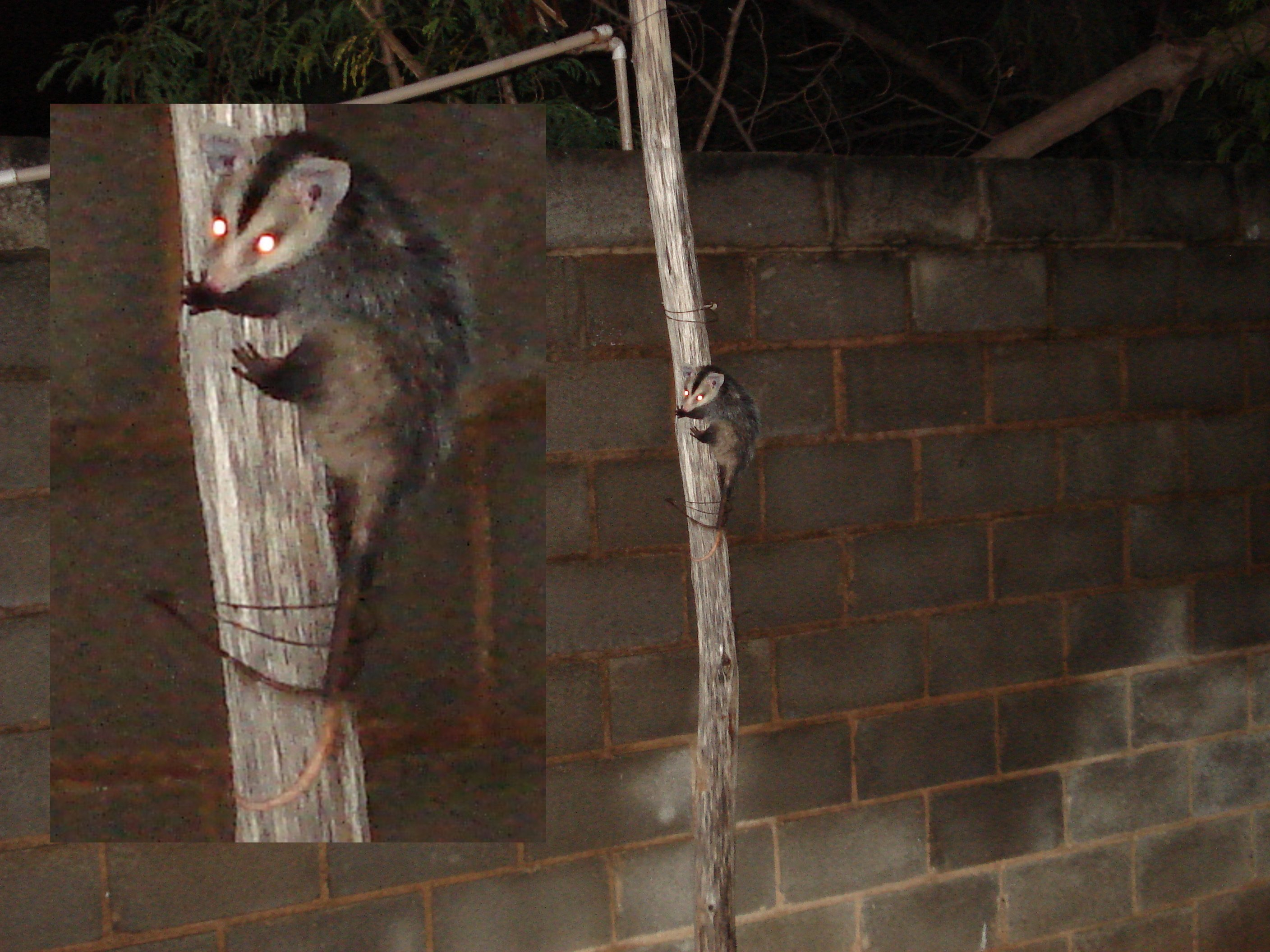
Didelphis albiventris.

Las hembras de estas especies son poliéstricas, con ciclos de 28 días en D. virginiana. Suelen tener dos partos anuales. Los momentos en los que se concentran los partos de D. virginiana y D. marsupialis son desde finales de diciembre a marzo, y desde mitad de la primavera a la mitad del verano, con máximos en febrero y julio y una separación media entre ambos de 110 días.
Algunas hembras, sobre todo de las dos especies anteriores, pueden tener una tercera camada en el último trimestre del año. Los datos reproductivos de los que se dispone de las otras especies son escasos.
El periodo de gestación es de 12-13 días, tras los cuales pueden nacer hasta 20 crías, Éstas son más de las que se pueden acomodar en su bolsa o marsupio, ya que tienen un promedio menor de pezones (nueve las hembras de D. marsupialis y trece las de D. virginiana), siempre dispuestos en círculo.
Las camadas de la segunda de las dos anteriores especies son normalmente menos numerosas que las de la primera, aunque la menos prolífica de las especies del género es Didelphis albiventris, con una media de cuatro crías por parto.
El grado de desarrollo de las crías al nacer es ínfimo, pesando alrededor de 0’15 g de media. Sin embargo las uñas de las manos adquieren un gran desarrollo, ayudándose de ellas para aferrarse a la piel del vientre de la madre hasta alcanzar el marsupio. Aquellas crías que logran pegarse a los pezones, pueden mantenerse ahí, por al menos 60 días. Los jóvenes son destetados cerca de los 100 días de edad.
Las hembras pueden alcanzar la madurez sexual entre los 6 y 8 meses de edad, por lo que la mayor parte  de ellas podrán parir antes del primer año de vida. No obstante, parece ser que solo son activas sexualmente durante los dos primeros años de vida.

## Comportamiento

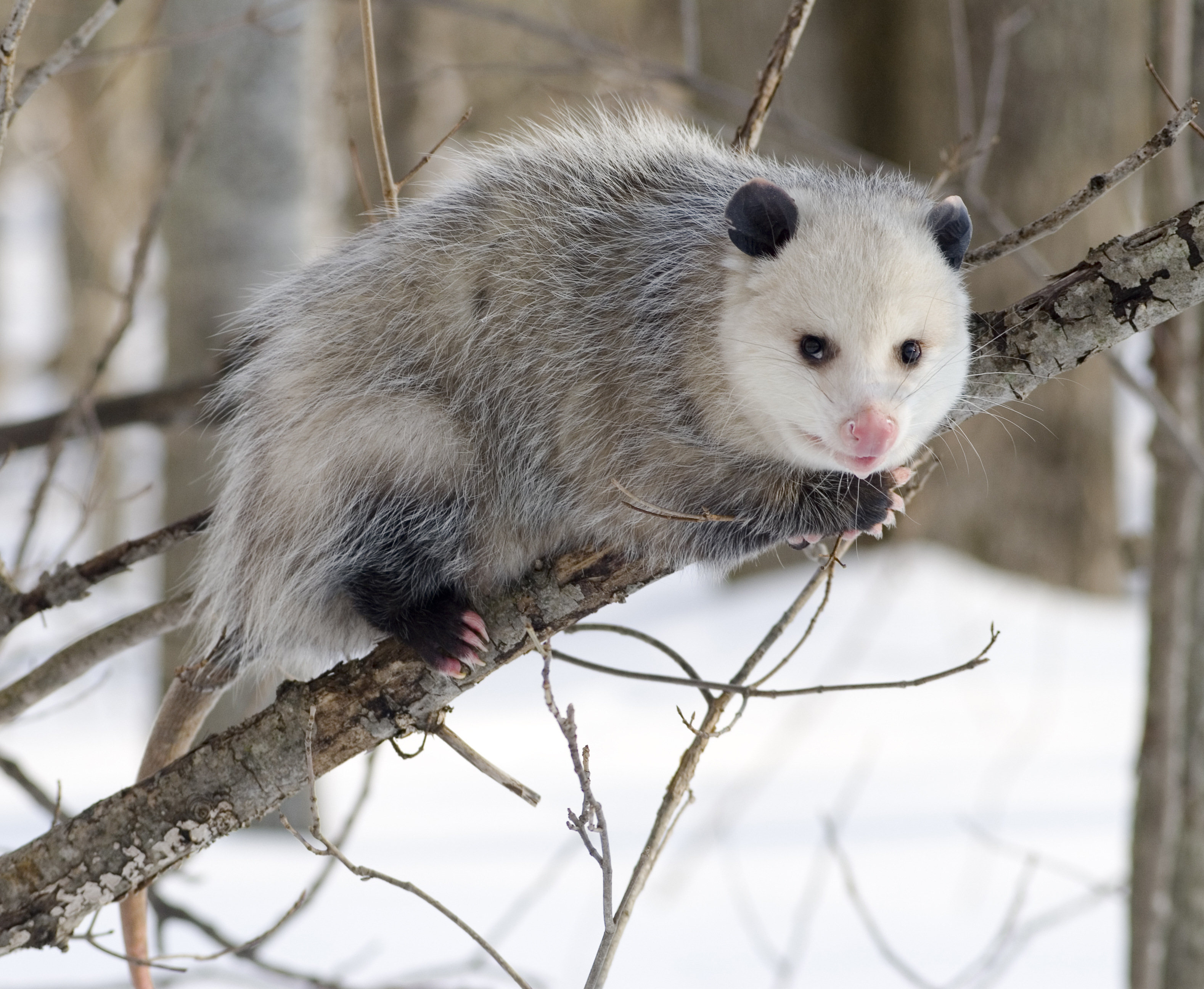
Didelphis virginiana.

Son animales nocturnos con escaso comportamiento social. Pasan las horas de luz solar refugiados en cavidades entre las rocas, en el interior de troncos huecos, al amparo de arbustos o material vegetal muerto e incluso en el interior de madrigueras, en muchas ocasiones excavadas por ellos mismos.
El interior del nido suele estar tapizado con hierba y hojas transportadas hasta el mismo con la ayuda de la cola prensil o en la boca.
A diferencia de la mayor parte de los didélfidos, son de hábitos mayoritariamente terrestres, aunque trepan asiduamente a los árboles para buscar en ellos alimento. Dedican gran parte de su tiempo a asear su pelo y su cara, lavándolo con la ayuda de las manos.
Son marsupiales nómadas que solo permanecen en el mismo lugar durante periodos variables de tiempo en función de la especie y distribución geográfica, mostrando entonces signos de comportamiento territorial agresivo, defendiéndolo violentamente de otros congéneres.
Solo las hembras, ocasionalmente, tienden a vivir en pequeños grupos, mientras que los machos, por su parte, suelen combatir cuando se encuentran. También se agrupan los jóvenes como mecanismo de defensa ante el medio. Es curioso como las hembras no receptivas que se encuentran con un macho, lo atacan violentamente sin que éste responda a la agresión.
A pesar de la agresividad y el aspecto feroz que caracteriza a las especies de este género, con una boca capaz de abrirse más de 80° y bien armada de afilados dientes, cuando se sienten amenazados, al igual que otros didélfidos, en ocasiones se fingen muertos en un estado catatónico en el que, tendiéndose lateralmente y dejando completamente flácida la musculatura, solo la práctica de un electroencefalograma puede evidenciar el estado de extrema alerta en el que realmente se encuentran. No obstante, esta conducta solo la muestran cuando el peligro es inminente y no tienen ocasión de escapar velozmente.
La hembra suele transportar a sus crías sobre el dorso, manteniendo el contacto con la cola, aunque se trata de un mito, la creencia generalizada de que cuelgan de ella como si fuesen racimos cuando la madre la coloca sobre el tronco, paralela al mismo.
Al ser animales muy oportunistas y omnívoros, se han adaptado también a vivir en entornos urbanos, aunque debido a su comportamiento nocturno y huidizo, no es fácil verlas con frecuencia. Las mayores amenazas de estos animales, además de la destrucción de su hábitat natural, son los atropellamientos en las carreteras, ataques por parte de animales domésticos como perros, y conflictos con los ganaderos debido a que suelen causar daños en las plantaciones y atacar aves de corral. Algunas comunidades locales de ciertas regiones también las cazan como alimento.

## Estado de conservación
Cuatro de las seis especies están catalogadas por la IUCN como menos preocupantes, sin que haya referencia alguna a las otras dos (Didelphis imperfecta y Didelphis pernigra). Estas especies son empleadas frecuentemente como animales de laboratorio.

## Importancia sanitaria
Algunas de las especies del género, como ocurre con D.marsupialis son portadoras de Trypanosoma cruzi, agente causal de la enfermedad de Chagas, asociándose también a estos marsupiales la chinche  Triatoma dimidiata que es el vector principal del protozoo.